# Zajączki Bankowe
Pour les articles homonymes, voir Zajączki.
Zajączki Bankowe est une localité polonaise de la gmina de Godziesze Wielkie, située dans le powiat de Kalisz en voïvodie de Grande-Pologne.